# Костел святого Франциска Ксав'єра (Звиняч)
Костел святого Франциска Ксав'єра в Звинячі — культова споруда, колишній парафіяльний  храм Римо-католицької церкви в с. Звинячі Білобожницької громади Чортківського району Тернопільської области, Україна.

## Історія
Римо-католики Звиняча належали до парафії Воздвиження Святого Хреста в Буданові і мали каплицю (1890) на цвинтарі, в якій проводили богослужіння першого тижня щомісяця.
- 3 грудня 1901 — освячено наріжний камінь під будівництво мурованого костелу святого Франциска Ксав'єра (фундатор Франциск Мисловський).
- 1904 — завершено спорудження храму.
- 1905 — костел освячено, а Звиняч увійшов до новоствореної парафільної експозитури у Вербівцях, яка 1925 року стала самостійною парафією.

Після Другої світової війни зачинений храм, ймовірно, використовувався як склад, а в 1960-х роках був переобладнаний на паровий млин. Нині пустує, а технічний його стан задовільний.

## Опис
Мав три вівтарі: головний — святого Франциска Ксав'єра та бічні — Матері Божої Неустанної Допомоги і Доброго Пастиря. Була також мурована дзвіниця.